# جيسي برانسون
جيسي برانسون (بالإنجليزية: Jesse Branson)‏ مواليد 07 يناير 1942 في غراهام - الوفاة 2 نوفمبر 2014، كان لاعب كرة سلة أمريكي. بدأ مسيرته الاحترافية في سنة 1965. تم اختياره من قبل فريق فيلادلفيا سفنتي سيكسرز خلال الدرافت. بلغ طوله 6 قدم 7 بوصة (2.0 م). اعتزل اللعب في 1968.

## روابط خارجية
- جيسي برانسون على موقع إن بي أي (الإنجليزية)
- جيسي برانسون على موقع سبورتس رفرنس (الإنجليزية)
- جيسي برانسون على موقع ريلجم (الإنجليزية)
- جيسي برانسون على موقع بروبوليرز (الإنجليزية)